# اریک لانگه
اریک لانگه (انگلیسی: Eric Lange؛ زادهٔ ۱۹ فوریهٔ ۱۹۷۳) یک هنرپیشه اهل ایالات متحده آمریکا است. وی از سال ۱۹۹۶ میلادی تاکنون مشغول فعالیت بوده‌است.
از آثار او میتوان به آبی همانند جاز (۲۰۱۲) و شرکت ترس اشاره کرد.